# ورن گنیه
وِرن گَنیه (انگلیسی: Verne Gagne; ۲۶ فوریهٔ ۱۹۲۶ – ۲۷ آوریل ۲۰۱۵) بازیکن فوتبال آمریکایی و کشتی‌گیر حرفه‌ای اهل ایالات متحده آمریکا بود که ۱۶ بار قهرمان سنگین‌وزن جهان شد.